# Östra Råvojaure
Östra Råvojaure är en sjö i Sorsele kommun i Lappland och ingår i Umeälvens huvudavrinningsområde. Sjön har en area på 1,62 kvadratkilometer och ligger 584,2 meter över havet. Östra Råvojaure ligger i Vindelfjällen Natura 2000-område.

## Delavrinningsområde
Östra Råvojaure ingår i det delavrinningsområde (730547-154775) som SMHI kallar för Utloppet av Östra Råvojaure. Medelhöjden är 652 meter över havet och ytan är 13,85 kvadratkilometer. Det finns inga avrinningsområden uppströms utan avrinningsområdet är högsta punkten. Råvojukke som avvattnar avrinningsområdet har biflödesordning 4, vilket innebär att vattnet flödar genom totalt 4 vattendrag innan det når havet efter 382 kilometer. Avrinningsområdet består mestadels av skog (83 procent). Avrinningsområdet har 1,62 kvadratkilometer vattenytor vilket ger det en sjöprocent på 11,7 procent.